# La Femme rompue
La Femme rompue est un recueil de trois nouvelles de Simone de Beauvoir publié en 1967 aux éditions Gallimard.

## Résumé
L’Âge de discrétion
Dans « L’âge de discrétion », le personnage principal est une intellectuelle dans la soixantaine. Au début, elle se montre comme une femme sûre avec des convictions fortes. Cependant, elle devient de moins en moins sûre d’elle-même lorsqu’elle éprouve des difficultés dans le domaine familial et professionnel. Elle sent qu’elle n’arrive pas à communiquer comme avant avec son époux et se sent trahie quand son fils se choisit une voie contre ses volontés. Dans le domaine professionnel aussi, elle éprouve l’échec de son dernier livre. En approchant de la vieillesse, elle est menée à remettre sa vie et son avenir en question.
Monologue
« Monologue » est en fait le monologue enragé d’une femme. Elle a ses idées au sujet de sa personne et de la vie qu’elle mérite mais la réalité est décevante. Sa fille s’est suicidée, elle a perdu la garde de son fils, elle est divorcée, et elle n’a pas de relations satisfaisantes avec sa mère. Elle est révoltée et en colère contre ces personnes et la société tout entière qui ne lui accorde que peu de valeur et de respect.
La Femme rompue
Nouvelle homonyme au recueil, elle prend la forme du journal intime de Monique. Monique est une femme au foyer qui a tout misé sur son couple et sa fonction de mère. Ses filles la quittent devenues adultes et elle s’angoisse du fait que son mari semble s’éloigner d’elle. Elle apprend soudainement que son mari, Maurice, la trompe avec une femme plus jeune, et qu’il lui est infidèle depuis huit ans. Suivant les conseils de son amie, elle essaie d’être compréhensive envers la situation. À la fin, c’est à travers l’écriture de son journal intime qu’elle essaie de comprendre la situation.

## Personnages principaux
Ce recueil met en scène trois femmes différentes, toutes en pleine crise existentielle. Dans « L’âge de discrétion », le personnage principal une intellectuelle dans la soixantaine. Elle est politisée avec des fortes opinions jusqu’à se montrer trop intransigeante pour ses proches. Dans « Le monologue », c’est une femme qui a perdu ses liens familiaux, qui est en rage contre la société. Dans « La Femme rompue », Monique est surtout une mère de famille dévouée et une épouse modèle. C’est une femme qui valorise les relations humaines et remplit tant les besoins des autres qu’elle n’arrive pas à comprendre ce qu’est sa vie à elle sans ses fonctions relationnelles.

## Analyse
Ce livre est l'un des deux recueils de nouvelles écrits par Simone de Beauvoir. Avec le roman Les Belles Images, ce recueil de nouvelles était un retour à la fiction pour de Beauvoir après une longue période dans laquelle elle n’a publié que des écrits autobiographiques (1958-64). La publication de La Femme rompue représente aussi la fin de l’écriture de fiction pour de Beauvoir. La réception fut décevante pour l'écrivaine, qui considéra donc que son œuvre était incomprise. Selon Beauvoir, les lectrices ont trop sympathisé avec des personnages et n’ont conséquemment pas bien interprété la dénonciation de leur auto-déception qui était au coeur de la démarche de l'autrice. .
Dans la nouvelle « La femme rompue », Monique est une femme au foyer traditionnelle qui s’effondre en conséquence de l’infidélité de son mari. Cette nouvelle illustre la critique de la société patriarcale faite par Simone de Beauvoir. En assumant le rôle traditionnel de femme au foyer, Monique rend sa vie trop dépendante de la vie des autres. Elle a fondé son identité sur l’amour de Maurice et ses fonctions de mère. Quand elle apprend l’infidélité de Maurice et qu’elle n’est plus appelée à remplir les besoins de ses filles maintenant adultes, elle a des difficultés à se retrouver. Monique s’est dévouée à sa famille parce que c’est ce qui était réclamé par l’autorité de la société mais les conséquences de ce dévouement ne sont pas favorables. Maurice la trompe avec une jeune femme très différente d’elle ; une femme indépendante qui travaille. Monique elle-même se doute qu’elle a été trop « mère poule » pour ses filles. À travers son écriture dans son journal intime, elle essaie enfin d’éclairer sa situation et d’examiner sa propre vie mais elle éprouve des difficultés à discerner sa personne de son rôle comme femme au foyer. La situation de Monique montre les pressions sociétales de caser les femmes dans des rôles étroits qui ne comblent pas l’existence mais son exemple appelle aussi à la responsabilité individuelle d’examiner ses choix et de se cultiver une existence propre.

## Éditions
- La Femme rompue, Éditions Gallimard, 1967 ; réédition, Gallimard, coll. « Folio » no 76, 1972 ; réédition, Gallimard, coll. « Folio » no 960, 1978

## Adaptations
Le recueil est adapté au théâtre sous le titre La Femme rompue : monologue dans une mise en scène de Steve Suissa, avec Évelyne Bouix, au Théâtre de l'Atelier ; la première a lieu le 5 octobre 2007). Il est repris dans une mise en scène dHélène Fillières, avec Josiane Balasko, au théâtre Hébertot ; la première a lieu le 15 février 2018).
Pour la télévision deux téléfilms ont été réalisés : La Femme rompue (1978) de Josée Dayan ; et Le Monologue de la femme rompue (1988) de Jacques Doazan avec Françoise Lebrun.
L'actrice autrichienne Erika Pluhar a joué dans les années 1980 la pièce pour une seule femme Eine gebrochene Frau, soliloque de Monique, sous la direction de Margarethe Krajanek,.